# استیون بلوم
استیون جی "استیو" بلوم (به انگلیسی: Steven Jay "Steve" Blum) یک صدا پیشه انیمه و بازی‌های ویدئویی است. وی به علت صدای بسیار متفاوت خود مشهور است. او در ۲۸ آوریل ۱۹۶۰ متولد شده‌است.

## اوایل زندگی
استیون جی بلوم در ۲۹ آوریل ۱۹۶۰ در یک خانواده یهودی در سانتا مونیکا، کالیفرنیا متولد شد.

## حرفه
او با کار خود در «Star Wars Rebels» در سال ۲۰۱۴ و با «Cowboy Bebop: The Movie» در سال ۲۰۰۱ و با «Transformers Prime» در سال ۲۰۱۰ شناخته شده‌است. در ۵ ژوئن ۲۰۱۲، وی با داشتن ۲۶۱ بازی معتبر از ۱۰ مه ۲۰۱۲، به دلیل پرکارترین صداپیشگی بازی‌های ویدیویی، به رکورد جهانی گینس اهدا شد.

## زندگی شخصی
بلوم در سال ۲۰۱۷ با صداپیشه ماری الیزابت مک گلین ازدواج کرد. او از یک رابطه قبلی سه پسر دارد. یکی از آنها، براندون، نیز بازیگر است، در حالی که دیگری، جرمی، معلم است.

## نمونه کارها
انیمه
- افرو سامورایی- اساسینز
- خون+- مؤسس، کولینس
- چوبیتس- هیروسیا اوئادا
- کد گیاس- کیوشیرو توئادا
- کابوی بیباپ- اسپایک اسپایگل، یوری کلرمن
- دیجیمون - شخصیت‌های بسیار
- لاو هینا- ماسایوکی هایتانی
- افسانه مورتال کامبت: انتقام اسکورپیون - ساب-زیرو

انیمیشن
- بن ۱۰ - ویلگکس
- اواتار: افسانه کورا - آمون
- اسکوبی-دو
- مرد عنکبوتی شگفت‌انگیز
- عدالت جویان جوان (سریال تلویزیونی)

فیلم
- لیلو و استیچ

بازی‌های ویدئویی
- ندای وظیفه ۳- سرباز کانادایی
- ایس کمبت: افق حمله- آواکس کینگمستر
- عصر فرمانروایان ۳: فرماندهان نبرد - سون کوچلر
- سرزمین میانه سایه جنگ

صداپیشه سائورون
مورتال کمبت۱۱  در نقش ساب زیرو